# Viktor Reneiski
Viktor Reneiski –en ruso, Виктор Ренейский, también escrito en su variante moldava: Victor Reneischi– (Babruisk, URSS, 24 de enero de 1967) es un deportista bielorruso que compitió para la Unión Soviética y, posteriormente, para Moldavia en piragüismo en la modalidad de aguas tranquilas.
Representó a la Unión Soviética en los Juegos Olímpicos de Seúl 1988, obteniendo dos medallas de oro: en las pruebas de C2 500 m y C2 1000 m; posteriormente, en los Juegos Olímpicos de Atlanta 1996, representando a Moldavia, consiguió la medalla de plata en la prueba de C2 500 m.
Ganó doce medallas en el Campeonato Mundial de Piragüismo entre los años 1986 y 1995.

## Palmarés internacional
| Representando a la URSS  |                          |                   |           |
| Juegos Olímpicos         |                          |                   |           |
| Año                      | Lugar                    | Medalla           | Evento    |
| 1988                     | Seúl (Corea del Sur)     | Medalla de oro    | C2 500 m  |
| 1988                     | Seúl (Corea del Sur)     | Medalla de oro    | C2 1000 m |
| Campeonato Mundial       |                          |                   |           |
| Año                      | Lugar                    | Medalla           | Evento    |
| 1986                     | Montreal (Canadá)        | Medalla de plata  | C2 500 m  |
| 1989                     | Plovdiv (Bulgaria)       | Medalla de oro    | C2 500 m  |
| 1989                     | Plovdiv (Bulgaria)       | Medalla de oro    | C4 500 m  |
| 1989                     | Plovdiv (Bulgaria)       | Medalla de oro    | C4 1000 m |
| 1990                     | Poznań (Polonia)         | Medalla de oro    | C2 500 m  |
| 1990                     | Poznań (Polonia)         | Medalla de oro    | C4 500 m  |
| 1990                     | Poznań (Polonia)         | Medalla de oro    | C4 1000 m |
| 1991                     | París (Francia)          | Medalla de oro    | C4 500 m  |
| 1991                     | París (Francia)          | Medalla de oro    | C4 1000 m |
| 1991                     | París (Francia)          | Medalla de plata  | C2 500 m  |
| 1991                     | París (Francia)          | Medalla de bronce | C2 1000 m |
| Representando a Moldavia |                          |                   |           |
| Juegos Olímpicos         |                          |                   |           |
| Año                      | Lugar                    | Medalla           | Evento    |
| 1996                     | Atlanta (Estados Unidos) | Medalla de plata  | C2 500 m  |
| Campeonato Mundial       |                          |                   |           |
| Año                      | Lugar                    | Medalla           | Evento    |
| 1995                     | Duisburgo (Alemania)     | Medalla de plata  | C2 500 m  |